# Al Bowlly
Al Bowlly (Albert Allick Bowlly), né le 7 janvier 1899 à Lourenço Marques (dans le Mozambique portugais) et mort le 17 avril 1941 à Londres, est un chanteur britannique,.
Il est né en Mozambique (qui était à l'époque une colonie portugaise) mais a grandi en Afrique du Sud et c'est là qu'il a commencé sa carrière professionnelle en chantant dans un orchestre de jazz dirigé par Edgar Adeler.
En 1927, il s'est rendu à Berlin, alors capitale européenne du jazz, où il a notamment chanté avec des orchestres dirigés par Arthur Briggs et John Abriani.
Il s'est ensuite installé à Londres, où il a rejoint l'orchestre de Fred Elizalde et s'est fait connaître grâce à la chanson « If I Had You ».
Il a acquis la réputation d'être le chanteur le plus populaire de Grande-Bretagne. Il a notamment chanté avec des orchestres dirigés par Ray Noble et Lew Stone et a enregistré plus de 500 chansons en trois ans.
En 1934, il s'est rendu avec l'orchestre de Ray Noble à New York,.
Il a été tué à Londres en 1941 par une mine parachutée allemande qui a explosé devant son appartement de Jermyn Street au petit matin[réf. nécessaire]. Il a été retrouvé à côté de son lit, ayant refusé de se retirer dans l'abri.